# Mosaico de Bayer

Mosaico de Bayer de filtros de color mostrando su disposición de pixeles en un sensor de imagen como los utilizados en numerosas cámaras digitales.

El filtro, máscara o mosaico de Bayer  es un tipo de matriz de filtros, rojos, verdes y azules, que se sitúa sobre un sensor digital de imagen (CCD o APS) para hacer llegar a cada fotodiodo la información de luminosidad correspondiente a una sección de los distintos colores primarios. Interpolando las muestras de cuatro fotodiodos vecinos se obtiene un pixel de color. Se  llama así por su creador, Bryce Bayer, de la empresa Eastman Kodak,
El mosaico de Bayer está formado por un 50 % de filtros verdes, un 25 % de rojos y un 25 % de azules. Interpolando dos muestras verdes, una roja y una azul, se obtiene un pixel de color. En la patente de Bryce Bayer, se llama elementos sensores de luminosidad a los verdes, y elementos sensores del color a los rojos y azules. La razón de que se use mayor cantidad de puntos verdes es que el ojo humano es más sensible a ese color. La disposición de los colores suele ser rojo-verde-rojo-verde... en una fila, y verde-azul-verde-azul en la siguiente fila paralela. 
En los ficheros RAW de las cámaras de fotos digitales se guarda la información del patrón de Bayer de forma directa, sin interpolaciones, lo cual puede ser aprovechado posteriormente por los programas de revelado digital para una decodificación de mayor calidad que la que permiten los algoritmos internos presentes en los dispositivos de captura.

## Alternativas
Aunque en fotografía digital está generalizado el uso del mosaico de Bayer, existen otras opciones como el sensor de imagen Foveon X3 empleado por Sigma en sus modelos SD9, SD10, SD14, SD15, SD1 y SD1 Merrill, y las cámaras compactas DP1 y DP2; y algunas cámaras especiales para fotografías estáticas que realizan 3 disparos o uno en forma de escaneado.
En el campo de las cámaras de vídeo se emplea a veces un prisma dicroico que reparte la luz a varios sensores monocromáticos CCD o CMOS. El costo se eleva debido a que son necesarios más sensores (uno por cada canal de color) y se precisa de un proceso de calibración para que los elementos de cada sensor reciban el mismo sector de la imagen.

### Filtro de Bayer con celdas "pancromáticas"
Una manera en la que los mismos desarrolladores de Kodak se dieron cuenta de que mejoraba el filtro de bayer, en cuanto al incremento de la sensibilidad de la luz en el sensor, era incluir algunas celdas llamadas pancromáticas, que son capaces de capturar todas las componentes frecuenciales (todas las longitudes de onda) de la luz visible, es decir, celdas blancas. A este nuevo filtro se le llamó filtro RGBW (Red, Green, Blue, White). También existe el filtro CMYW que es el análogo en colores sustractivos.

### Captación a base de microlentes y espejos dicroicos
Otra posible solución que la empresa Nikon Corporation desarrolló, fue colocar una serie de microlentes sobre un triplete de fotorreceptores. La longitud de onda correspondiente a cada una de las componentes RGB es separada y se la hace pasar por el fotorreceptor específico. Este direccionamiento de la luz se efectúa con espejos dicroicos. Podríamos pensar que lo que hacemos es coger la parte de la luz correspondiente a cada una de las componentes frecuenciales y "meterla" en la parte del receptor sensible a aquella componente. Con este sistema emulamos la recepción con 3-CCD (tres fotosensores, uno para cada componente RGB) y por tanto, la calidad de la imagen captada es teóricamente superior, ya que no se efectúan procesos de demosaicing y se reduce la pérdida de luminosidad causada por la ausencia de los filtros de onda.

### Filtro Vertical de Color Foveon
Otra manera de separar el color, a menudo llamado filtro color vertical, es el sensor Foveon X3. El sensor Foveon tiene tres niveles de silicio diferenciados, cada uno de los cuales captan un componente de color RGB (una longitud de onda) diferente. Así resulta una matriz de color diferente en cada uno de los niveles del sensor, sin utilizar ningún filtrado, y,  por tanto, sin perder luminosidad.

## Demosaicing (o Reconstrucción)
Después de la captación de la imagen y una vez filtrada por el filtro de Bayer, donde tenemos una única componente de color en cada píxel, se aplica un proceso de demosaicing o reconstrucción de la imagen, con el fin de tener los tres componentes de color en cada píxel para tener así la imagen en color RGB. Para llevar esto a cabo, se aplica a la imagen Bayer uno u otro algoritmo, según la calidad que queramos obtener y la potencia de nuestro procesador.

## Algoritmos de demosaicing
Como ya hemos dicho, para reconstruir la imagen a partir de la Imagen Bayer, debemos efectuar un proceso de demosaicing a través de algoritmos más o menos complejos que nos darán resultados más o menos precisos. Los algoritmos simples nos darán un resultado pobre y de baja calidad pero el coste procesal y por lo tanto, la energía empleada en el cálculo, será muy pequeña; por el contrario, de los algoritmos más complejos obtendremos una calidad más óptima a cambio de un coste procesal más elevado y por lo tanto, un coste energético, y la necesidad de un procesador más potente.
Básicamente hay dos tipos de algoritmos de demosaicing, los No-Adaptativos y los Adaptativos:

### Algoritmos No-Adaptativos
Los Algoritmos No-Adaptativos son aquellos que aplican una algorítmica fija independientemente de la imagen o parte de la imagen que procesen. Son los algoritmos más sencillos, ya que no hacen ningún estudio previo de las características de la imagen y por lo tanto, siempre aplican el mismo procesamiento. Así pues, gracias a su sencillez, son muy fácilmente implementables y tienen un coste procesal y energético bajo. Por el contrario, al no adaptarse a las características de la imagen, tienen una calidad baja.
- Réplicas de Vecino Cercano:

Este es el procesamiento más sencillo y simplemente se basa en recorrer la imagen, y en los píxeles donde no hay información de un componente RGB, se toma el mismo valor del píxel más cercano del mismo componente y se copia. Si hay dos o más píxeles del componente en cuestión a igual distancia, se sigue una regla aleatoria de selección (por ejemplo, siempre priorizamos los píxeles de una fila superior y una columna más a la izquierda). Evidentemente, es el algoritmo más rápido, ya que no se hace ni un solo cálculo, simplemente llenan los huecos vacíos.
- Interpolación Bilineal:

Este procesamiento es muy similar al anterior, pero en vez de copiar el mismo valor del píxel más cercano del mismo componente de color, se miran los valores de los píxeles más cercanos, y como normalmente habrá 2 o 4 píxeles a la misma distancia, se hace la media aritmética y el resultado es el nuevo valor del píxel.
- Transición de Tonalidad suavizada:

Lo que pretende este algoritmo es corregir uno de los problemas de la Interpolación Bilineal, y es que, creaba relieves de color en la interpolación de los componentes azul y rojo de los píxeles. En las imágenes, los píxeles verdes básicamente llevan la información de luminosidad, y los rojos y azules del color o la tonalidad. Lo que hace el algoritmo de Transición de Tonalidad suavizada es tratar la imagen para canales de color. Así, el canal verde aplica una interpolación lineal que se debe hacer al principio, porque del resultado de esta depende el de los otros canales. En el canal azul y en el rojo, lo que hace es calcular la media de los píxeles del componente, pero dividido por el valor del píxel verde en aquella posición. Así se suaviza según la cantidad de luz (canal verde) el nivel de tonalidad o color (canales rojo y azul) y se reduce la creación de falsos relieves de color.
- Transición Logarítmica de Tonalidad suavizada:

Se hace lo mismo que en el algoritmo anterior pero se trabaja con el valor logarítmico de los píxeles (si un píxel tiene valor de verde G, se transforma en valor de verde G '= log (G)). Primero se calcula el canal verde con los valores en logaritmos y luego se calculan los canales azul y rojo como la media de los píxeles del canal dividido por el valor de verde en ese píxel (todo en logaritmos). Finalmente, con los valores finales de los tres componentes R'G'B' de cada píxel, se les hace el antilogaritmo, para recuperar el valor correcto expresado de forma lineal RGB. El hecho de trabajar en base logarítmica hace que se suavice aún más la creación de falsos relieves de color.

### Algoritmos Adaptativos
Los Algoritmos Adaptativos son, por el contrario, algoritmos más complejos. Estos hacen un análisis de las características de la imagen o parte de la imagen y, dependiendo de estos parámetros evaluados, aplican un tipo de procesamiento u otro para que se adecue a esta imagen y poder así obtener el resultado óptimo. Estos algoritmos son más complejos y por lo tanto tendrán un coste procesal y energético mayor. No obstante, es evidente que se obtendrá un resultado mucho más exacto y de más alta calidad.
- Interpolación con Detección de Bordes:

El Sistema Visual Humano es muy sensible a los bordes y a los relieves que forman las imágenes, y es justamente en los bordes donde los Algoritmos No-Adaptativos tienen las carencias más notables. Así que, el Algoritmo Adaptativo, primero fue aquel que detectaba bordes para aplicar en esa zona el procesamiento más adecuado. De hecho, en la Interpolación con Detección de Bordes, no se crea ningún algoritmo nuevo, sino que primero se hace un "barrido" de la imagen y se aplica un Algoritmo de Detección de Bordes y, según si hay o no un relieve, se da un valor a una variable umbral por aquel píxel. Después se hace el procesamiento del demosaicing, primero por el canal verde, donde, en cada píxel, según el valor del umbral que indicará si pertenece a una zona homogénea, una zona donde hay un borde vertical o una zona donde hay un borde horizontal, se aplica el procesamiento no-adaptativo más conveniente. Así, si estamos en una zona homogénea, se aplica el algoritmo de Interpolación Bilineal tanto en los píxeles verde vecinos de arriba, de abajo, de la derecha y de la izquierda. Si, en cambio, estamos en un borde vertical, se aplica el algoritmo de interpolación bilineal sólo con los píxeles verdes de la izquierda y la derecha (ya que es en horizontal donde está la homogeneidad). Y si, finalmente, tenemos un borde horizontal, se calcula con los píxeles verdes en sentido vertical. Para los canales azul y rojo se pueden adoptar varias variantes, pero siempre se aplica un algoritmo no-adaptativo, ya sea el de Transición de Tonalidad suavizada (logarítmica o no) o simplemente el de Interpolación Bilineal. Donde sí que podemos ajustar el procesado, es en la mejora del algoritmo de Detección de Bordes, ya que es la base de este proceso de demosaicing.
- Interpolación con Corrección de Color:

Este algoritmo y los que siguen son ya de un grado de complejidad más elevada, que implicará un coste procesal mayor. Siguen aplicando algoritmos de Detección de Bordes, que hacen que el algoritmo final de demosaicing se decante por un código u otro respecto una variable umbral que crea el algoritmo de detección de bordes. La gran diferencia es que, en el cálculo del canal verde, no sólo utilizamos los píxeles verdes en dirección horizontal, vertical o todos según si tenemos un relieve vertical, horizontal o estamos en zona homogénea respectivamente, sino que incluimos en el cálculo del píxel verde (de una posición donde en la Imagen Bayer había un píxel azul) el valor de un gradiente (Derivada Laplaciana de Segundo Orden) de los píxeles azules vecinos. En los píxeles donde en la Imagen Bayer había rojo, se incluye un gradiente rojo en vez de un gradiente azul. Para calcular el valor de azul o rojo en un píxel donde en la Imagen Bayer había verde, también se crean unos gradientes que dependen de los valores de verde de los píxeles vecinos (los que hemos calculado primero) y los valores de los píxeles vecinos del componente azul o rojo.
Así que, en definitiva, con este algoritmo, no sólo se tiene en cuenta el hecho de si hay o no un borde, sino que además se añade la interrelación de los valores de los píxeles en las tres capas de color.
- Interpolación basada en Umbral Variable según un Número Fijo de Gradientes:

Este algoritmo complejo se basa en crear un Umbral que variará su valor dependiendo de qué gradiente hayamos utilizado para su cálculo. El Gradiente (hay ocho gradientes posibles que corresponden a las direcciones o puntos cardinales; norte, sur, este, oeste, noreste, sureste, noroeste, suroeste), se escoge según la dirección dentro de una subimagen (matriz de 5x5 píxeles). Cada conjunto de 8 gradientes determina un umbral y este umbral determina otro subconjunto de gradientes (norte, sur, este, oeste). Los gradientes del primer conjunto, que tienen un valor bajo, indican que se trata de una zona con color de píxel similar. Los gradientes del subconjunto que, por el contrario, tienen valores altos, indican que es una región donde hay muchos detalles o relieves pronunciados. Los gradientes del subconjunto se utilizan para localizar zonas con características similares. El valor general de los píxeles de estas zonas similares, determinará el valor particular de los píxeles de la zona.
- Patrones Conocidos:

En este algoritmo, nos volvemos a fijar una vez más en la información de luminancia, es decir, en el canal de píxeles verdes. Lo que tenemos aquí son cuatro posibles patrones conocidos en una subimagen de 3x3 píxeles, donde el píxel central correspondería a una celda en la cual, en la imagen Bayer, habría valor de azul o rojo, por lo que, encima, debajo, izquierda y derecha (forma de cruz), tendríamos píxeles de color verde. Los patrones posibles serían:
Patrón de Borde Superior: El valor de los píxeles de arriba, de la izquierda y de la derecha es mayor que el valor medio de los cuatro, y el valor de abajo es menor que la media de los cuatro.
Patrón de Borde Inferior: El valor de los píxeles de abajo, de la izquierda y de la derecha es mayor que el valor medio de los cuatro, y el valor de arriba es menor que la media de los cuatro.
Patrón de Raya: El valor de los píxeles de la izquierda y de la derecha es mayor que el valor medio de los cuatro, y el valor de arriba y de abajo es menor que el valor medio de los cuatro.
Patrón de Esquina: El valor de arriba y de la izquierda es mayor que el valor medio de los cuatro, y el valor de abajo y de la derecha es menor que la media de los cuatro.
Lo que hace es recorrer el canal verde de la imagen, y donde falta un píxel verde (si los píxeles vecinos tienen la estructura de los patrones de borde), se aplica un algoritmo dentro de la subimagen 3x3 según como sea esta subimagen. Pero si corresponde a un patrón de raya, se utiliza otro algoritmo que analiza una subimagen mayor de 5x5, para verificar que sea realmente una línea continua. Si por último tiene la forma del patrón de la esquina, también coge una subimagen de 5x5, pero solo analiza los píxeles que siguen la teórica diagonal de la esquina. Si la imagen, por el contrario, no corresponde a ningún patrón y es homogénea, se aplica una interpolación bilineal. Por los canales azul y rojo, se pueden aplicar algoritmos no-adaptativos, como el de interpolación bilineal o el de transición de tonalidad suavizada.